# Ancenis
Ancenis is een plaats en voormalige gemeente in het Franse departement Loire-Atlantique in de regio Pays de la Loire. De plaats maakt deel uit van het gelijknamige kanton en sinds 1 januari 2019 van de commune nouvelle Ancenis-Saint-Géréon na een fusie met de gemeente Saint-Géréon. Het is de onderprefectuur van het arrondissement Ancenis.

## Geschiedenis
Rond 984 werd een eerste kasteel gebouwd in Ancenis. Het was een eenvoudige houten motteburcht. Ancenis lag strategisch aan de Loire en aan de grens van Bretagne met Anjou. Bij Ancenis werd er tol geheven op het vrachtverkeer op de rivier. Ancenis werd in de twaalfde en dertiende eeuw een machtige baronie die zich uitstrekte over een dertigtal parochies. In 1374 kwam deze baronie in het bezit van de familie de Rieux. Het kasteel werd meermaals belegerd tussen de twaalfde en de zestiende eeuw. Tijdens de dwaze oorlog tijdens het regentschap van Anna van Beaujeu (1485-1488) kwam Jean IV de Rieux, heer van Ancenis, tegenover Anna van Bretagne te staan. Zij verplichtte hem de muren van de burcht af te breken en de grachten te dempen. Rond 1529 bouwde Claude I de Rieux een renaissancevleugel bij de middeleeuwse burcht. In de zeventiende eeuw had de burcht zijn strategische functie verloren en op bevel van kardinaal de Richelieu werd ze in 1626 grotendeels ontmanteld.
Bij het kasteel ontstond een nederzetting met een eigen parochiekerk. In 1488 kwam er een franciscanenklooster. Er was ook een rudimentaire muur rond het dorp, die al deels in de vijftiende eeuw deels werd ontmanteld en verdween na 1600. De ontwikkeling van het dorp werd gefnuikt door de ligging in de grensstreek van Bretagne en de verschillende oorlogshandelingen die hieruit voortvloeiden. De plaats telde ongeveer 1.000 inwoners in de de vijftiende eeuw.
Na de aanhechting van Bretagne bij Frankrijk aan het begin van de zestiende eeuw kon de handel bloeien. In 1530 had Ancenis al een markthal. Wijn was het voornaamste exportproduct van de streek. Aan het einde van de zestiende eeuw telde de plaats ongeveer 3.000 inwoners.
In 1839 werd een eerste brug over de Loire geopend en in dezelfde periode werden kaaien aangelegd. Ancenis had een rivierhaven die na de aanleg van het spoorwegnetwerk is teloor gegaan. Tijdens het Tweede Franse Keizerrijk werd het centrum van Ancenis heraangelegd. De middeleeuwse markthal werd afgebroken en het stadhuis met belfort en een nieuwe markthal werden opgetrokken. In deze markthal vond tussen 1924 en 1971 jaarlijks in december een wijnbeurs plaats. Er was ook een donderdagmarkt tot 2015. In 2017 werd de markthal gerestaureerd en daarna opengesteld voor handelszaken.

## Geografie
Ancenis ligt op de rechteroever van de Loire, tussen Angers en Nantes.
De onderstaande kaart toont de ligging van Ancenis met de belangrijkste infrastructuur en aangrenzende gemeenten.

## Demografie
Onderstaande figuur toont het verloop van het inwonertal.

## Sport
Ancenis was één keer etappeplaats in wielerkoers Ronde van Frankrijk. In 1988 won de Nederlandse formatie Panasonic er een ploegentijdrit. 

## Bezienswaardigheden
- Het kasteel van Ancenis
- Het voormalig ursulinenklooster met een neoclassicistische kapel

### Galerij

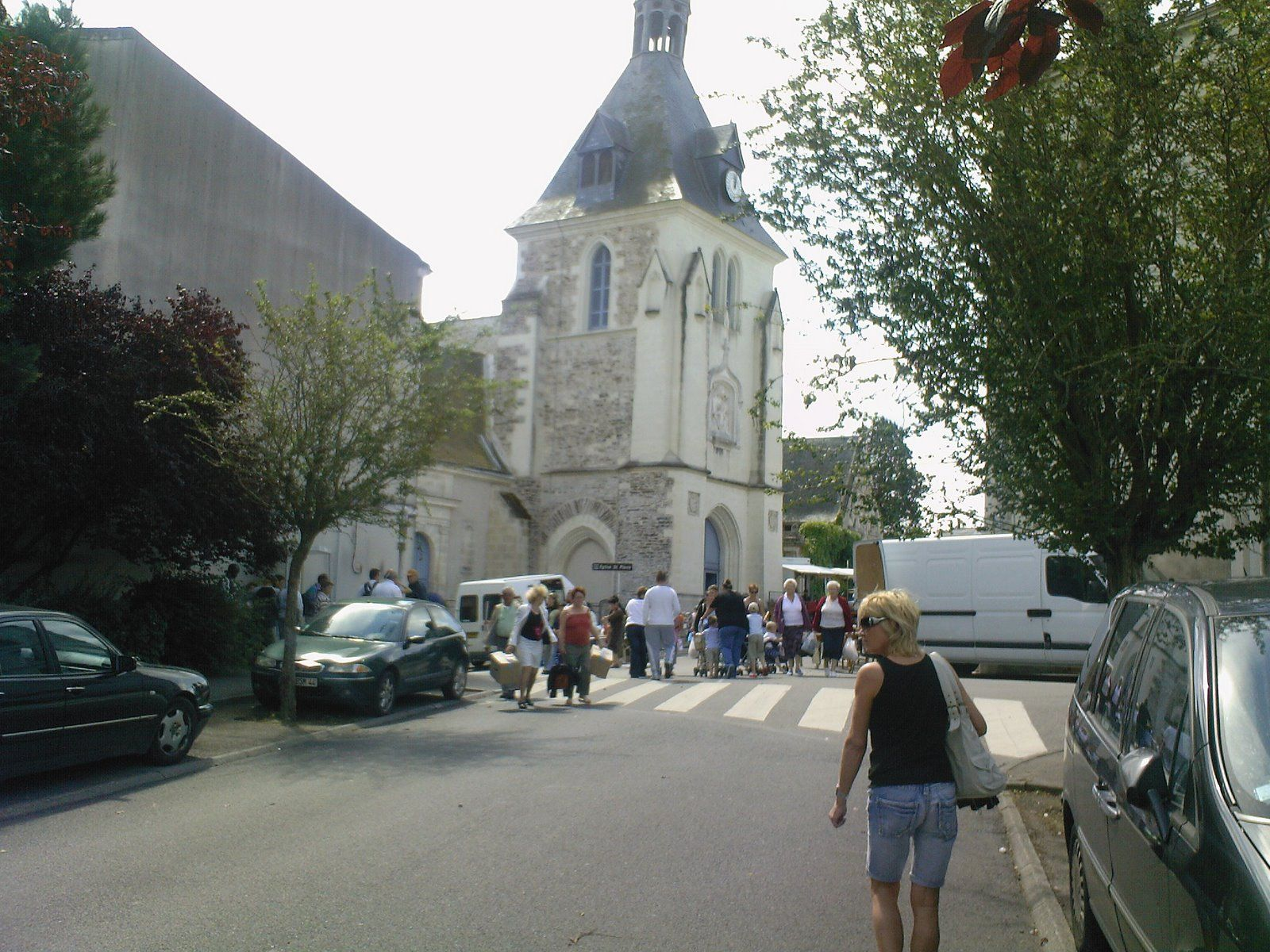
Centrum
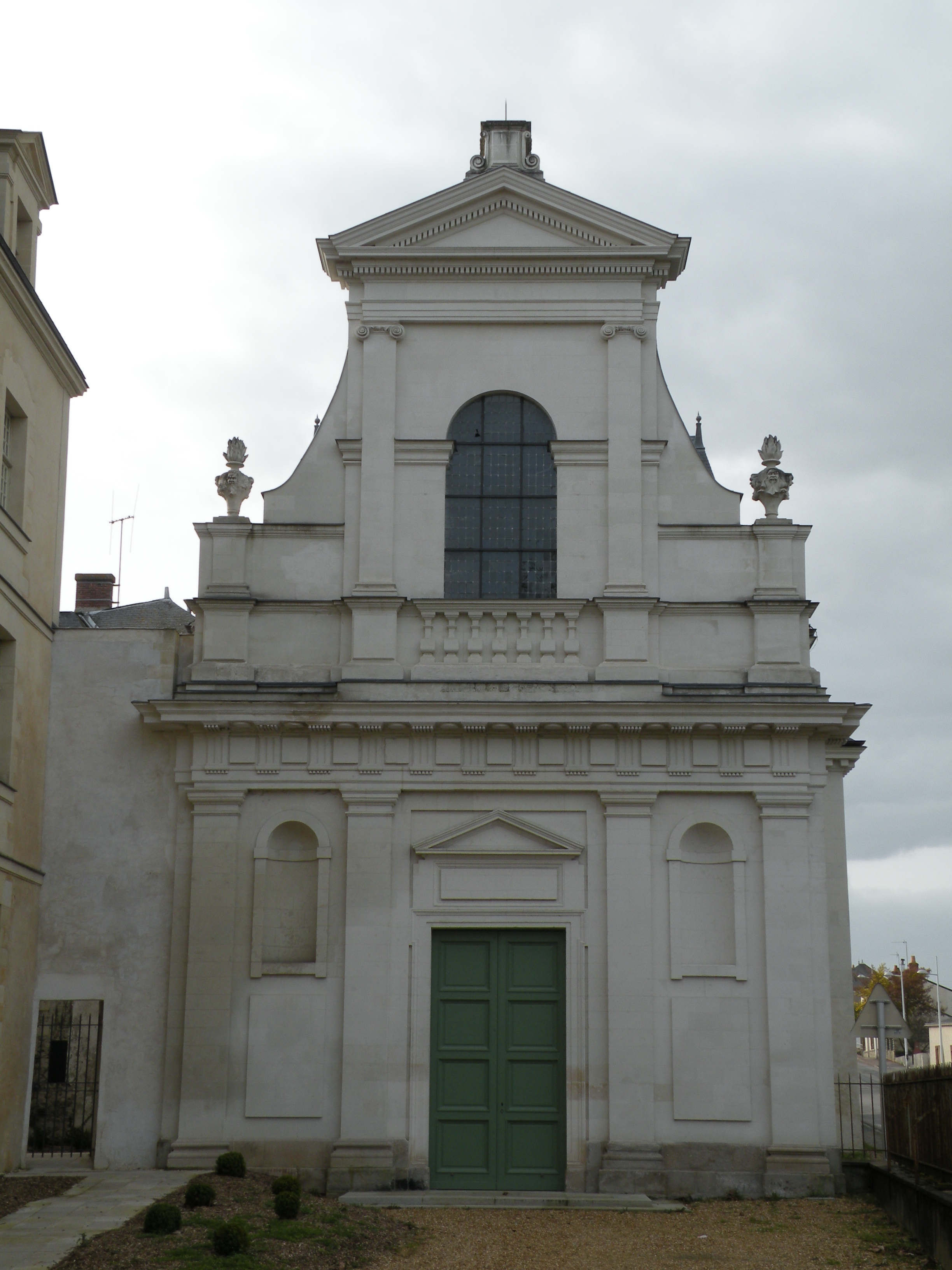
Kapel van het ursulinenklooster
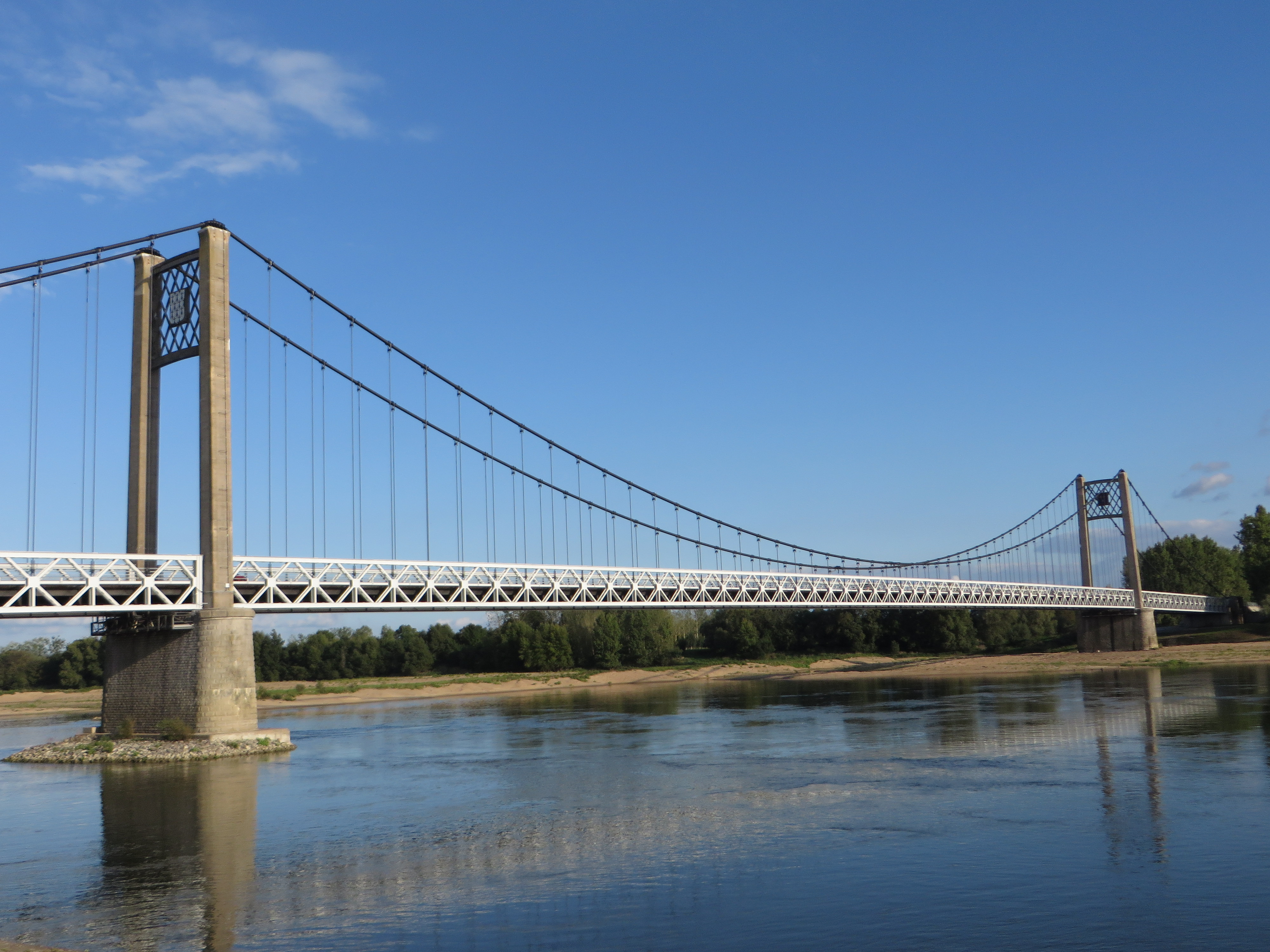
De 467 meter lange tuibrug Pont Bretagne-Anjou (1953) over de Loire

## Geboren
- Michel Mollat du Jourdin (1911-1993), historicus
- Jordan Veretout (1 maart 1993), voetballer